# 薗頭健吉
薗頭健吉（日语：／ Sonogashira Kenkichi，1931年10月25日—）是一名日本化學家，曾是大阪大學的化學教授。他在1975年發現薗頭耦合反應。薗頭後來是大阪市立大學的教授，於2004年退休。